# Jan Thörnqvist
Jan Thörnqvist, född 9 oktober 1959 i Karlskrona, är en svensk sjöofficer (viceamiral) som från den 18 april 2016 till den 10 september 2020 var Försvarsmaktens Insatschef. Amiral Thörnqvist har dessförinnan varit marinchef (marininspektör) åren 2011–2016.

## Biografi
Thörnqvist började i Sjövärnskåren som femtonåring. Han tog anställning som plutonsofficerselev den 1 mars 1976 och påbörjade 1979 utbildning till regementsofficer med examen som sjöofficer 1982 efter Sjökrigsskolan i Näsbypark. Under sin sjöofficerskarriär har han varit bland annat stridsledningsofficer och sekond på HMS Landsort, divisionsadjutant vid röjdykardivisionen i Skredsvik, fartygschef för röjdykarbasfartyget HMS Skaftö och HMS Skredsvik (A262) samt under 1990-talet chef för röjdykardivisionen, fartygs- och divisionschef på minröjningsfartyg, stabschef vid provturskommando Visby följt av tjänstgöring i högkvarteret som stabsofficer vid Krigsförbandsledningens planeringsavdelning samt chef förbandsutveckling vid Utvecklings- och Inriktningsstaben. Han genomförde 2004 till 2005 Naval Command and Staff College vid Naval War College i Newport, Rhode Island  och i september 2006 blev han utnämnd till chef för Fjärde sjöstridsflottiljen (4. sjöstridsflj) på Berga. Från den 1 oktober 2009 tog han över som chef för Marinbasen (MarinB) i Karlskrona.
Thörnqvist var från den 14 april till den 14 augusti 2010 sjöstyrkechef (Force Commander) för EUNAVFOR CTF 465 i Operation Atalanta i Adenviken och Indiska oceanen utanför Somalia.
Thörnqvist befordrades den 1 mars 2011 till konteramiral och tillträdde samma dag som marininspektör, denna titel ändrades till marinchef från 2014. Thörnqvist utsågs 2016 till ny insatschef för Försvarsmakten och tillträdde denna befattning den 18 april samma år. 2019 utsågs Thörnqvist till överkommendant i Stockholm. Den 10 september 2020 efterträddes Jan Thörnqvist som chef för insatsstaben av Michael Claesson, då han gick i pension.

## Befattningar
- 1982–1983 - 2.Officer, HMS Thule, 6. minröjningsavdelningen.
- 1983–1986 - Artilleriofficer, Manöverofficer, Stridsledningsofficer på HMS Landsort.
- 1986–1987 - Instruktör, Undervattensstridsskolan, Minenheten. Berga örlogsskolor.
- 1987–1988 - Fartygschef tillika 1. Divisionsadjutant, HMS Skaftö vid Röjdykardivisionen.
- 1989–1992 - Sekond på HMS Koster, HMS Arholma, HMS Landsort och provturskommando HMS Ulvön.
- 1993–1996 - Divisionschef, Röjdykardivisionen.
- 1996–1997 - Fartygs- och divisionschef, HMS Ulvön, 411. minröjningsdivisionen.
- 1999–2001 - Stabschef, Provturskommando Visby, Tredje ytstridsflottiljen.
- 2001–2004 - Stabsofficer, Högkvarteret.
- 2004–2005 - Studerande vid U.S. Naval Command College (NCC) i Newport.
- 2005–2006 - Chef Förbandsutveckling, Högkvarteret,
- 2006–2009 - Chef Fjärde sjöstridsflottiljen
- 2009 maj-sep - Force Commander CTF465 EUNAVFOR, Operation Atalanta
- 2009–2011 - Chef Marinbasen
- 2011–2013 - Marininspektör
- 2014–2016 - Marinchef
- 2016–2020 - Försvarsmaktens insatschef
- 2019–2020 - Överkommendant i Stockholm

## Utnämningar
- 1982 - Löjtnant
- 1983 - Kapten
- 1989 - Örlogskapten
- 2001 - Kommendörkapten
- 2006 - Kommendör
- 2010 - Konstituerad flottiljamiral
- 2011 - Flottiljamiral
- 2011 - Konteramiral
- 2016 - Viceamiral

## Utmärkelser

### Svenska
- För nit och redlighet i rikets tjänst[8]
- Försvarsmaktens värnpliktsmedalj[8]
- Försvarsmaktens medalj för internationella insatser[8]
- Förbundet Sveriges Reservofficerares förtjänsttecken i silver[8]
- Sjövärnskårernas Riksförbunds förtjänstmedalj i silver[8]
- 4. minkrigsflottiljens minnesmedalj[a]
- Förbundet Kustjägarnas förtjänstmedalj i silver[8]

### Utländska
- Kommendör av 1:a klass av Finlands Lejons orden (19 May 2016)[9]
- Kommendör av Nationalförtjänstorden (2012)[10][8]
- Pingat Jasa Gemilang (Tentera) (2014)[11][8]
- European Security and Defence Policy Service Medal – EUNAVFOR ATALANTA[8]

## Uppdrag
- Ledamot 1380 av Kungliga Örlogsmannasällskapet (2004).[12]
- Ordförande i Sjöofficerssällskapet i Karlskrona (2008).
- Ordförande i Drottning Victorias Örlogshem (2006).
- Ledamot av Kungliga Krigsvetenskapsakademien, avdelning II (sjökrigsvetenskap) (2012).[13]

## Bilder

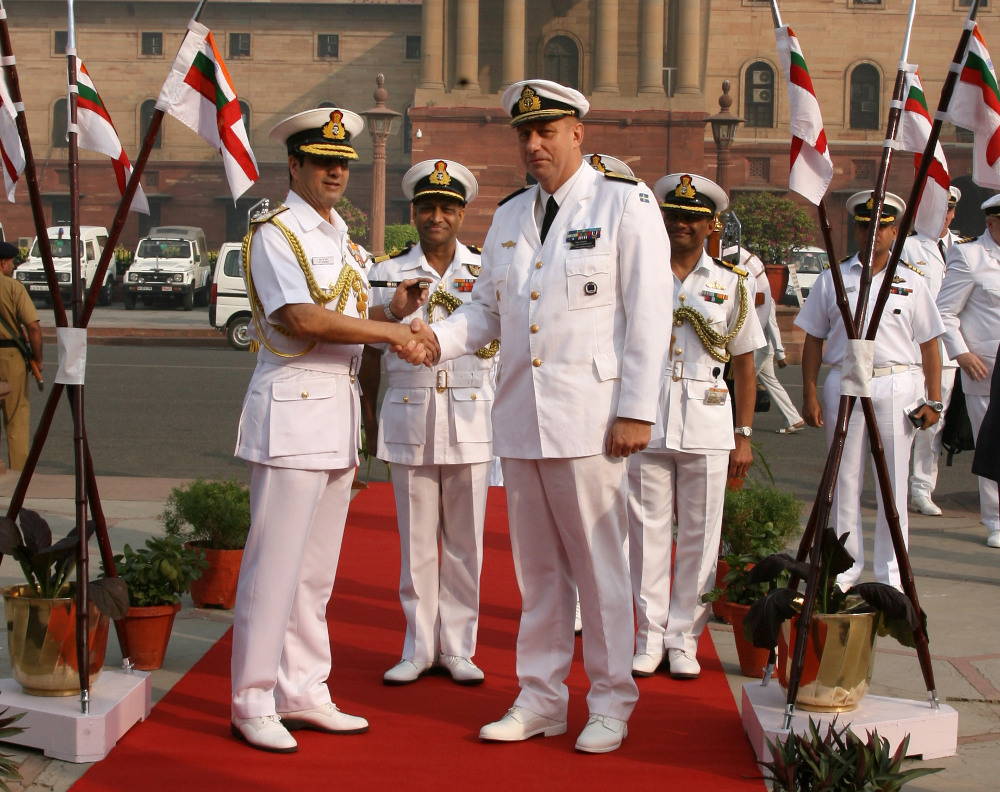
Thörnqvist och den indiske amiralen RK Dhowan.
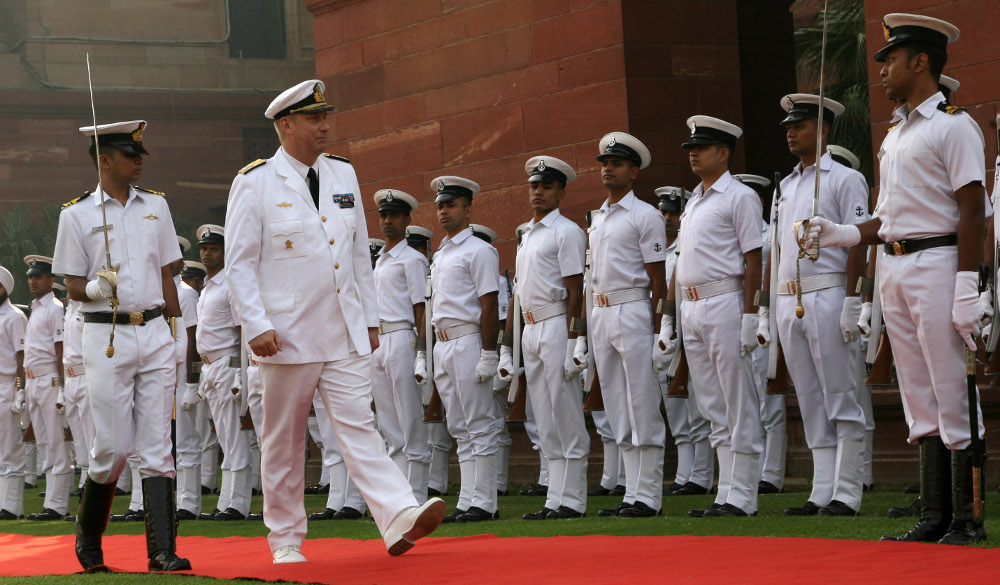
Thörnqvist inspekterar den indiska hedersvakten.
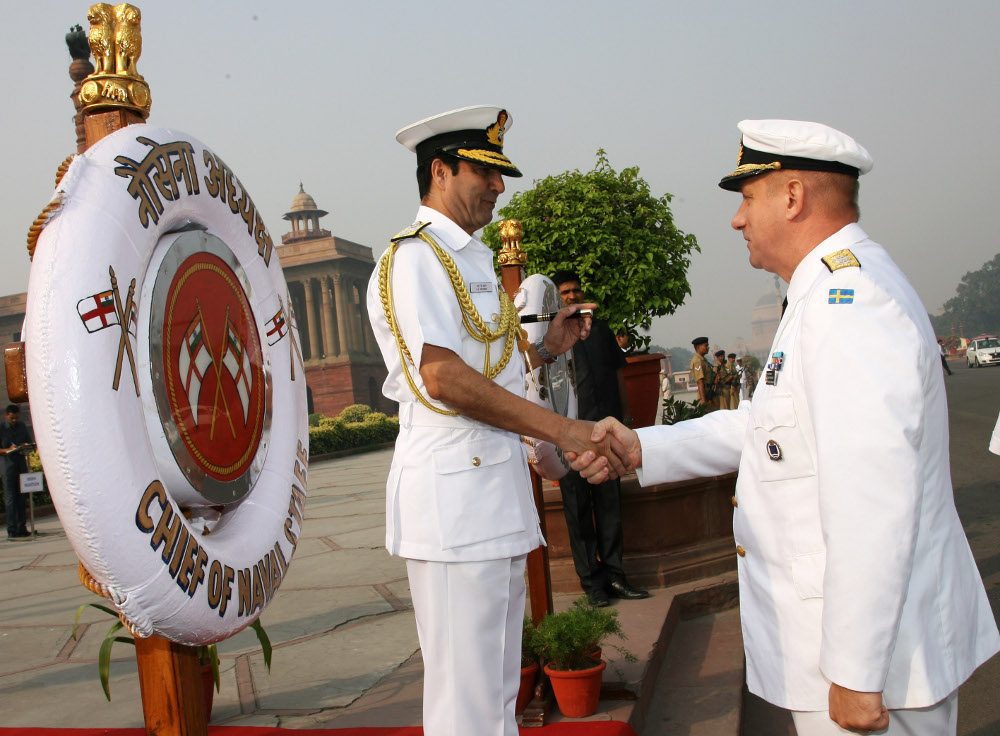
Thörnqvist skakar hand med den indiske amiralen RK Dhowan.
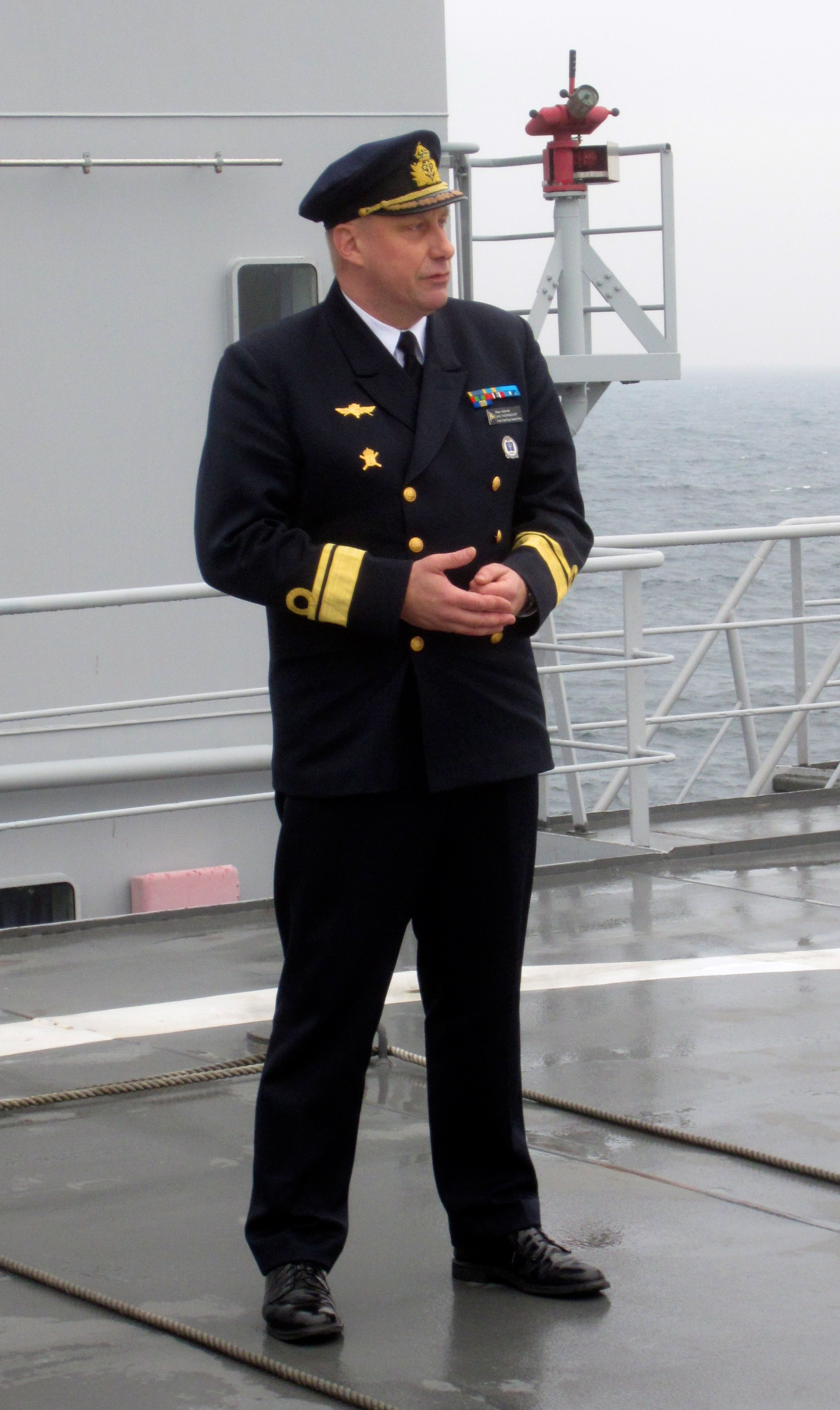
Jan Thörnqvist talar ombord HMS Belos i samband med minneshögtid för HMS Ulvens besättning den 15 april 2013.

## Fotnoter
1. ↑  Enligt släpspännena på den här bilden.